# Matthaeus Schooneveld
Matthaeus Schooneveld P.Jz. (3 september 1816 – 23 mei 1877) was een Nederlands jurist.
Rond 1840 studeerde hij in de rechten af aan de Rijksuniversiteit Leiden. In 1850 verscheen een door Schooneveld geschreven boek over het Wetboek van Strafrecht met wetteksten in het Nederlands en het Frans en voorzien van zijn aantekeningen (zie bibliografie). Dit boek is in de loop der jaren meerdere keren, al dan niet herzien, herdrukt. Hij was rechter bij de arrondissementsrechtbank te Amsterdam voor hij in 1857 benoemd werd tot advocaat-generaal bij het provinciaal gerechtshof in Amsterdam als opvolger van Frans Frederik Karseboom die advocaat-generaal was geworden bij de Hoge Raad der Nederlanden. In 1866 werd Schooneveld bij dat provinciaal gerechtshof benoemd tot procureur-generaal.
Op 1 januari 1876 werden de provinciale gerechtshoven vervangen door vijf regionale gerechtshoven waarbij de provinciale gerechtshoven van Noord-Holland en Utrecht opgingen in het gerechtshof van Amsterdam waarvan Schooneveld vanaf de start de procureur-generaal was. Anderhalf jaar later overleed hij. 